# トヨタ・TF101
トヨタ・TF101は、トヨタが2001年に開発したフォーミュラ1カー。2002年よりF1に参戦するため用意したテストカーであり、実戦投入はされていない。AM01との別称もある。

## 開発

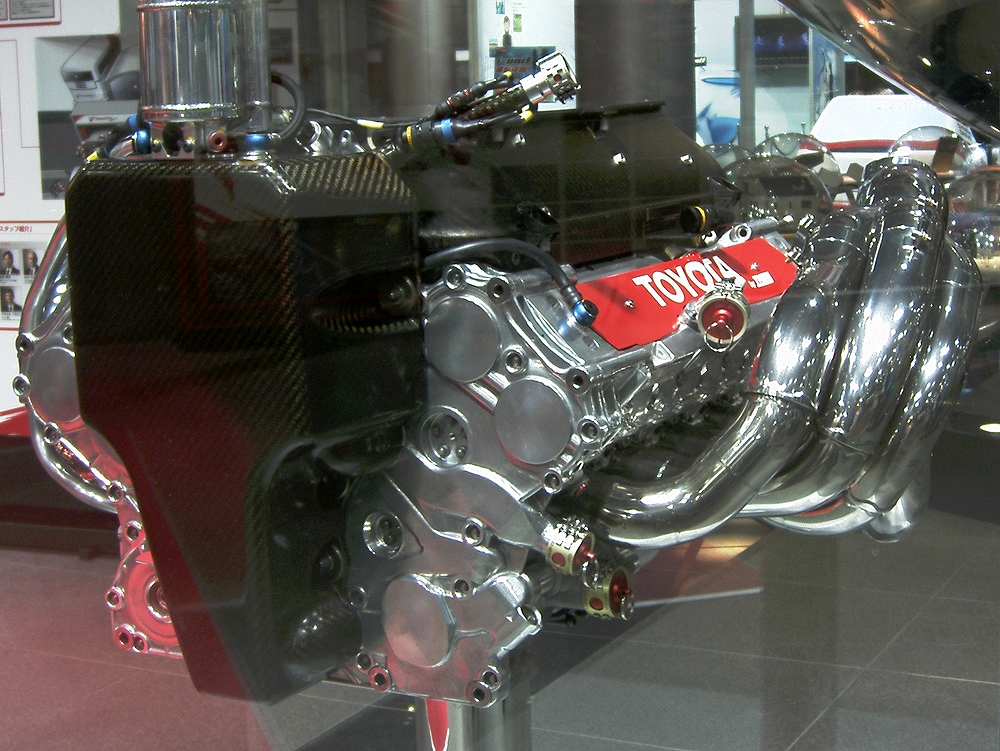
RVX-01エンジン

トヨタ初のF1カーは、ドイツ・ケルンに本拠地を置くトヨタ・モータースポーツGmbH（TMG）により、TS020をテストカーとして、19カ月をかけて設計されたものである。デザイナーはTS020のデザイナーでもあったアンドレ・ド・コルタンツ。
シャーシはオーソドックスに設計されており、ラジエターダクト内部が縦に分割されているのが特徴である。エンジンは自社製のV型10気筒エンジンを搭載している。開発当初はV型12気筒エンジンを搭載する予定だったが、レギュレーションが変更になったためV10エンジンに変更された。
チームはポール・リカール・サーキットをテストの拠点に定め、ミカ・サロとアラン・マクニッシュのドライブにより、F1が開催される各国の11のサーキットで8カ月間に亘って、3000ラップ以上、累計20,967kmにも及ぶテストを行った。タイヤはミシュランを採用しており、同年にF1に復帰したばかりのミシュランにとっても貴重なデータ収集の機会となった。
F1参戦前にここまで大規模なテストを行ったチームは過去に存在しなかったため、既存のF1チームからは反発する声も上がったものの、国際自動車連盟（FIA）では「トヨタF1は正式エントリー前のチームであり、F1レギュレーションで定めたテスト規制の対象とはならない」との見解を発表し、トヨタのテストは正当なものであると認めた（逆に言えば「正式エントリー後はテスト規制の対象となる」ということでもあり、そのためトヨタでは正式なエントリー書類をFIAに提出した後はテストを自粛している）。
ただデザインが古臭いことやテスト結果が決して思わしいものではなかったことから、トヨタはテスト開始後間もなくデザイナーのコルタンツを更迭し、当時ミナルディのチーフデザイナーだったグスタフ・ブルナーを引き抜いて後任に据えた。そして2001年末には、ブルナーの手によるTF102が発表された。
使用後のTF101は2001年秋に開催された第35回東京モーターショーに出品された。

## スペック
- 全長　4,620 mm
- 前トレッド　1,450 mm
- 後トレッド　1,390 mm
- ホイールベース　3,120mm
- ブレーキ　ブレンボ
- ホイール　BBS
- エンジン　RVX-01